# Friedrich Schilcher

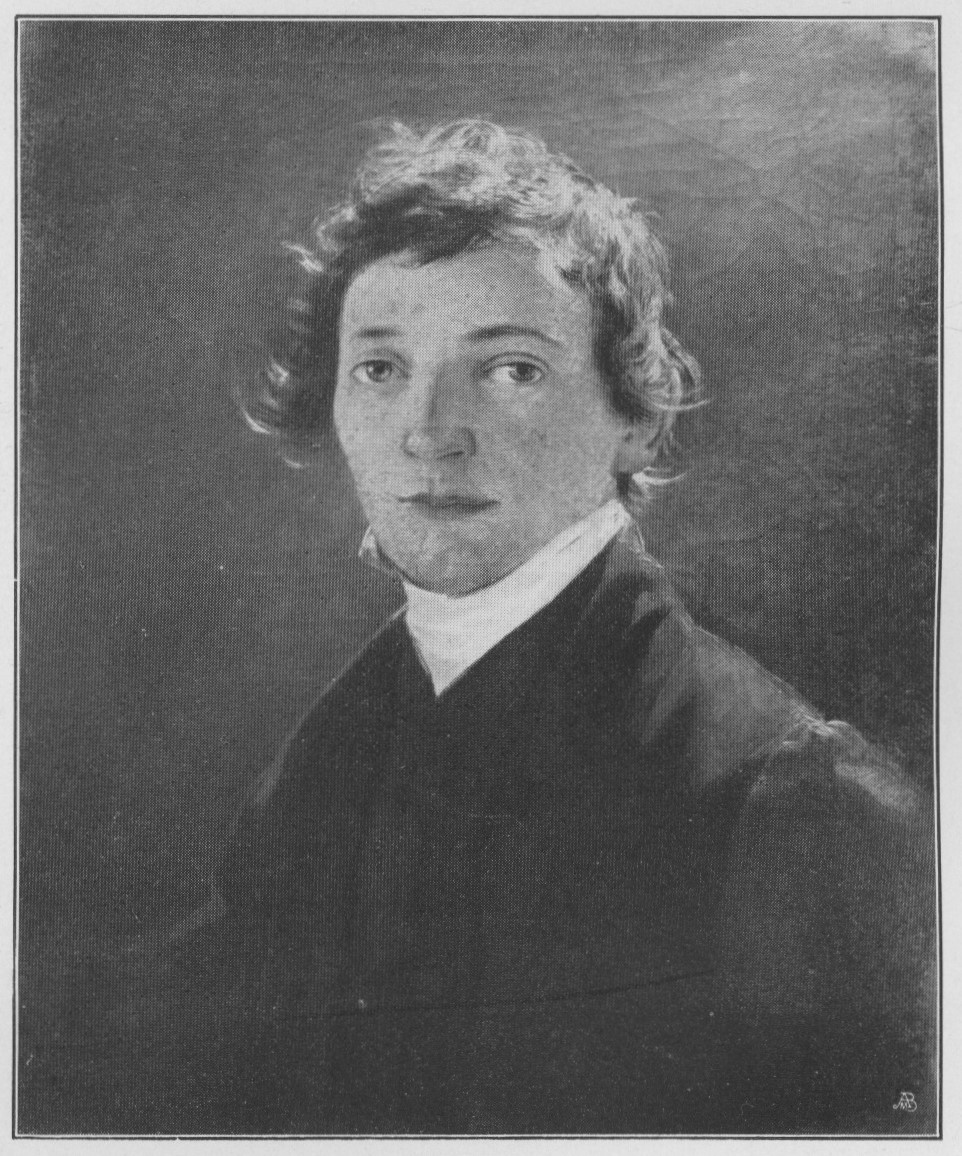
Porträt Schilchers von Friedrich von Amerling

Friedrich Schilcher (* 1. September 1811 in Wien; † 6. Mai 1881 in Unterdöbling bei Wien) war ein österreichischer Porträt-, Genre-, Dekorations- und Historienmaler.

## Leben
Schilcher studierte an der Wiener Akademie und unternahm einige Studienreisen nach Ungarn und Siebenbürgen. Zwischen 1877 und 1878 war er Vorstand des Wiener Künstlerhauses. Er war überwiegend in Wien tätig.
Er wurde auf dem Wiener Zentralfriedhof (Gruppe 15E) bestattet.
1975 benannte man die Schilchergasse in Wien-Penzing (14. Bezirk) nach ihm.

## Werke (Auswahl)

Porträt (Hüftstück) Kaiser Franz Joseph I. von Friedrich Schilcher (1860).

- Restaurierung der Deckenfresken Marcantonio Chiarinis im Stadtpalais des Prinzen Eugen, Himmelpfortgasse 8, Wien 1 (1841)
- Restaurierung der Deckenfresken im Großen Sitzungssaal des Niederösterreichischen Landhauses, Herrengasse 13, Wien 1
- Bühnenvorhang für das Ungarische Nationaltheater, Budapest
- Hochaltarbild für die Ladislauskirche, Oradea
- Kardinaltugenden, Fresken im Prälatenhof des Stiftes Melk (1852)
- Glorie des Heiligen Benedikt, Deckenfresko in der Eingangshalle, Stift Melk (1852)
- Die dienenden Engel, Gemälde hinter dem Hochaltar, St. Josefskirche auf dem Kahlenberg (1852)[5]
- Fresko in der Familiengruft Finsterle, Pfarrfriedhof Kahlenbergerdorf
- Wand- und Deckenmalerei in der Pfarrkirche Leobersdorf (1859–1862)
- Porträt Kaiser Franz Joseph I. von Österreich (1860), Öl auf Leinwand, 123 × 95 cm
- Fresken für die Supraporten des Palais Schwarzenberg, Wien
- Eiserner Vorhang für das Theater an der Wien
- Allegorie der Austria, Fresko im Großen Speisesaal des Hotel Austria (1945 zerstört)
- Porträt des Fürsten Alois Joseph II. von Liechtenstein (Sammlung Liechtenstein, Inv. Nr. GE 1841), Öl auf Leinwand, 55,4 × 47,4 cm

Weitere Gemälde befinden sich im Wien Museum und in der Galerie der Akademie der bildenden Künste in Wien.